# Frédéric Guesdon
Frédéric Guesdon (Saint-Meen-le-Grand, 14 de octubre de 1971) es un ciclista francés que fue profesional entre 1995 y 2012. Sus victorias más importantes fueron la París-Roubaix 1997 y la París-Tours en 2006, la edición de su centenario, defendiendo los colores del equipo Française des Jeux. 

## Biografía

### Carrera amateur
Ganó el Circuito de las 2 provincias dos veces en 1992 y 1993. En 1994 terminó segundo en la París-Roubaix amateur, derrotado por el belga Kurt Dhont. Al año siguiente, dejó el circuito de aficionados y se unió al equipo Le Groupement. Corrió su primera París-Roubaix profesional, pero terminó muy alejado (86.º). En 1996 terminó con un decimocuarto lugar en la París-Roubaix y ocupó el tercer lugar en el Campeonato de Francia de ciclismo en ruta a 10 segundos del vencedor Stéphane Heulot.

### París-Roubaix 1997
Se unió al equipo Française des Jeux, de reciente creación en 1997. En febrero ganó la Clásica Haribo, superando a Jaan Kirsipuu. Disputó la París-Roubaix, pero no estaba entre los favoritos. Sin embargo encontró un grupo que cazó a los dos líderes Frédéric Moncassin y Andrei Tchmil a pocos kilómetros de la meta. Se disputarían entre ocho para la victoria, y el francés lanzó el sprint ganando así la prueba. Esta victoria le permite añadir su nombre como ganador de la París-Roubaix entre Johan Museeuw y Franco Ballerini. 
En agosto, ganó una etapa del Tour de Limousin y terminó segundo en la Polynormande.

### Años 1998-2006
Abandona la París-Roubaix de 1998. Durante este período, lo encontramos en el podio de la Copa de Francia de ciclismo. Terminó en el top 10 de la París-Roubaix de 2006. Ganó una etapa de la Dauphiné Libéré en 2000 y se ubicó en el sexto lugar del Tour de Flandes de 2003.

### París-Tours 2006

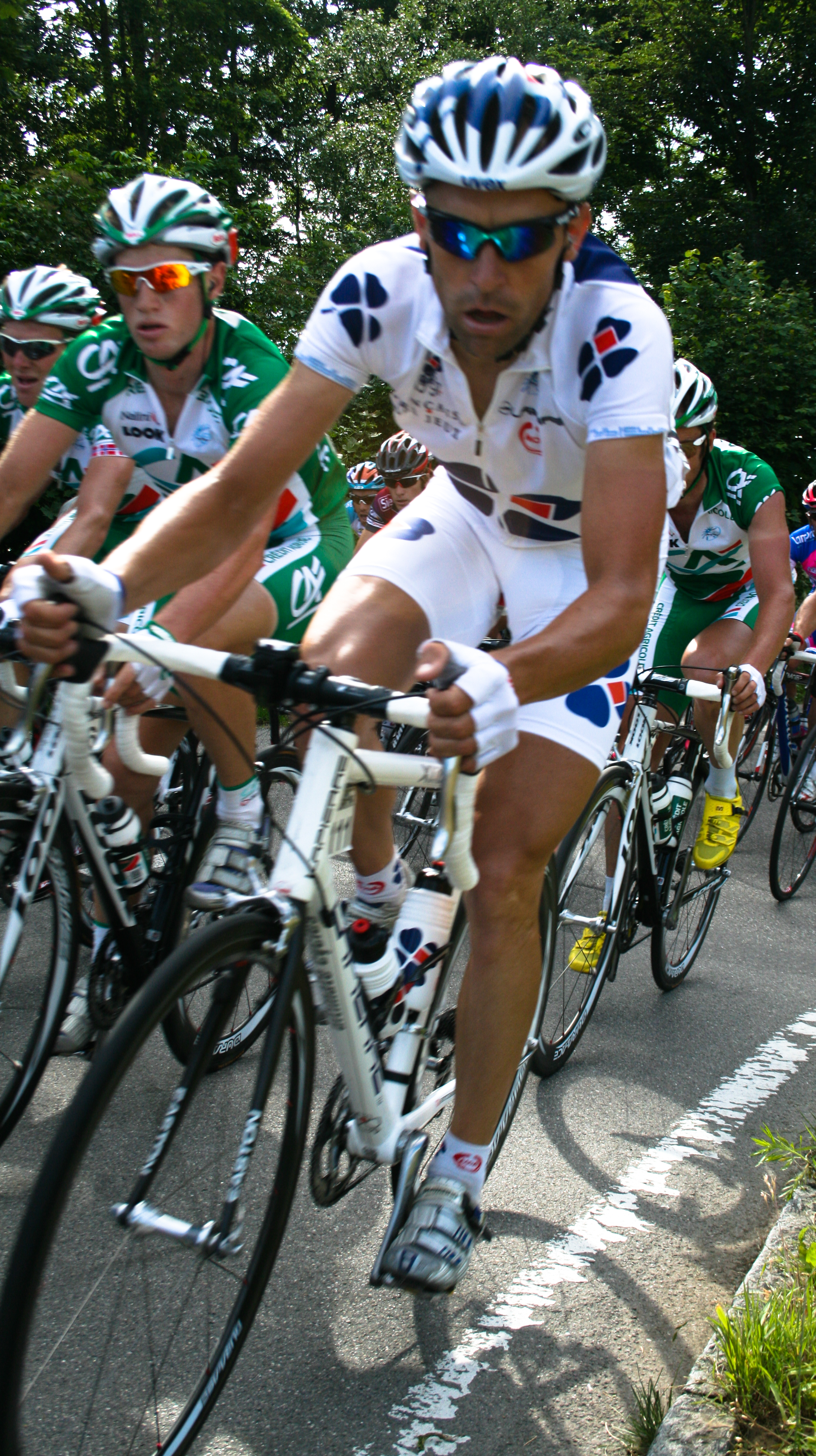
En la dispiuta de la séptima etapa de la Vuelta a Suiza 2008.

Corrió su último Tour de Francia en 2004. Luego ganó en la París-Tours de 2006, cuando a 45 kilómetros de la meta, el ataque de Guesdon junto con Cristian Moreni, a los que pronto se les unirían Kevin Van Impe, Enrico Gasparotto y Kurt-Asle Arvesen. A 10 kilómetros para la meta, el pelotón se encontraba a 10 segundos de los escapados. Guesdon y Kurt-Asle Arvesen se beneficiaron de la duda para atacar de nuevo a 8 kilómetros para la meta. Los dos hombres llegaron a la Avenida de Grammont (2.4 kilómetros de línea recta), con antelación suficiente para competir por la victoria. Guesdon lanzó el sprint a 200 metros de meta y no dejó ninguna oportunidad a Arvesen. Stuart O'Grady ganó el sprint del pelotón que llegó a 8 segundos del vencedor.
Esta victoria le permite ser uno de los pocos ciclistas franceses que han ganado los dos clásicos más grandes de Francia.

### Fin de carrera
En 2007 empezó con buen pie ganando la Tropicale Amissa Bongo a principios de año. En la París-Roubaix de ese año consiguió clasificarse 25.º.
Inicialmente, había previsto que 2008 fuese su última temporada tras la disputa de la 2008, sin embargo decidió seguir compitiendo con el equipo La Française des Jeux. Ganó el Tro Bro Leon por delante de Maxim Gourov y de Julien Belgy, unos días después de haber quedado cuarto en el Gran Premio de Denain. A finales de la temporada se clasificó noveno del Gran Premio de Valonia, octavo del Gran Premio de Isbergues y séptimo del Tour de Vendée. Estos resultados le hicieron alcanzar la tercera plaza en la Copa de Francia de Ciclismo.
En febrero de 2009 se rompió la clavícula en la Vuelta al Algarve reapareciendo un mes más tarde. En el Tour de Flandes se escapó junto a Sylvain Chavanel aunque fueron alcanzados por el grupo y acabó terminando la carrera en la 29.ª posición. A la semana siguiente acabó decimotercero de la París-Roubaix. Finalizó la temporada terminando sexto en el Tour de la Somme y noveno en el Gran Premio de Plouay.
En 2010 terminó 18.º del Tour de Flandes y 19.º de la París-Roubaix. En agosto finalizó 13.º de la Vattenfall Cyclassics.
A finales de la temporada 2011 decidió prolongar su carrera al menos hasta la París-Roubaix 2012, lo que le permitiría ostentar el récord de 17 participaciones.
El 17 de enero de 2012, mientras se preparaba para los meses finales de su carrera, se hirió gravemente durante la primera etapa del Tour Down Under al ser víctima de una caída colectiva en los metros finales, sufriendo una fractura en la cadera izquierda. Después de una rápida recuperación, regresó a la competición a finales de marzo. Así pudo participar en su decimoséptima edición de la París-Roubaix y convertirse en el plusmarquista de participaciones en esta carrera junto al americano George Hincapie. Terminó la carrera fuera de tiempo y puso fin a su carrera deportiva.

## Palmarés
| 1992 - Circuito de las 2 provincias 1993 - Circuito de las 2 provincias 1996 - 3.º en el Campeonato de Francia en Ruta 1997 - Clásica Haribo - París-Roubaix - 1 etapa del Tour de Limousin 1999 - 1 etapa del Tour de l'Ain 2000 - 1 etapa de la Dauphiné Libéré - 1 etapa del Giro de la Provincia de Lucca | 2002 - 1 etapa de la Dauphiné Libéré 2006 - 1 etapa de la Tropicale Amissa Bongo - París-Tours 2007 - Tropicale Amissa Bongo 2008 - Tro Bro Leon |

## Resultados en Grandes Vueltas y Campeonatos del Mundo
| Carrera         | Carrera         | 1995 | 1996  | 1997  | 1998 | 1999  | 2000  | 2001  | 2002 | 2003  | 2004  | 2005 | 2006 | 2007 | 2008 | 2009 | 2010 | 2011 |
| --------------- | --------------- | ---- | ----- | ----- | ---- | ----- | ----- | ----- | ---- | ----- | ----- | ---- | ---- | ---- | ---- | ---- | ---- | ---- |
|                 | Giro de Italia  | —    | —     | —     | —    | —     | —     | —     | —    | F. c. | —     | —    | —    | —    | —    | —    | —    | —    |
|                 | Tour de Francia | —    | 108.º | 111.º | 67.º | 106.º | 116.º | 124.º | Ab.  | —     | 129.º | —    | —    | —    | —    | —    | —    | —    |
|                 | Vuelta a España | —    | —     | —     | —    | —     | —     | —     | —    | —     | —     | Ab.  | —    | —    | —    | —    | —    | —    |
| Mundial en Ruta | Mundial en Ruta | —    | —     | 40.º  | Ab.  | Ab.   | 55.º  | —     | —    | —     | —     | —    | —    | —    | —    | —    | —    | —    |

-: no participa
Ab.: abandono
F. c.: fuera de control

## París-Roubaix

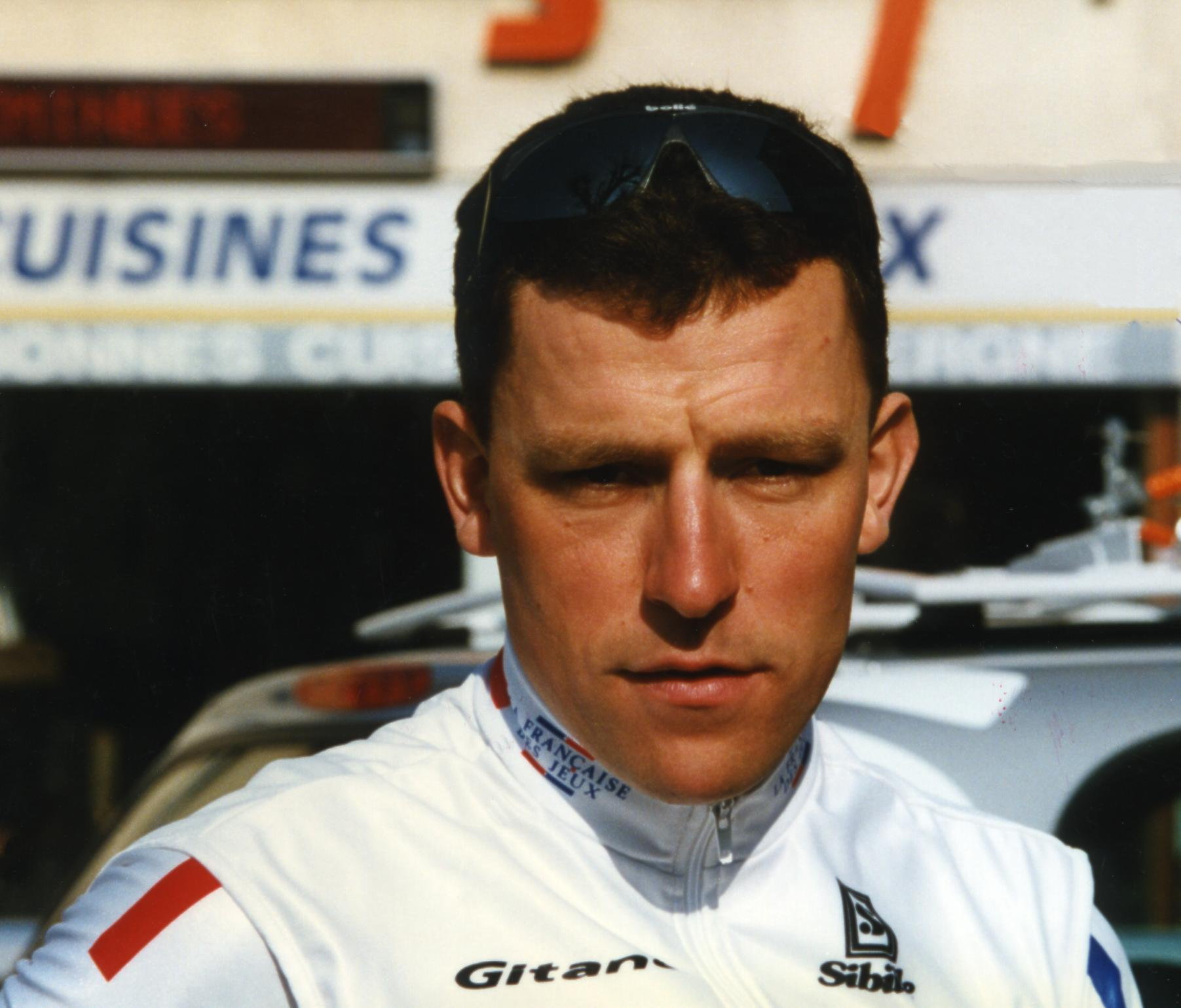
Frédéric Guesdon en 1997

Frédéric es especialista en las clásicas. En diecisiete ocasiones ha participado en la París-Roubaix, donde terminó entre los veinte primeros once veces y siete veces como el mejor francés. 
| - 1995: 86.º - 1996: 14.º - 1997: Vencedor - 1998: abandono - 2000: 17.º - 2001: 26.º - 2002: abandono - 2003: 12.º - 2004: 18.º | - 2005: 11.º - 2006: 7.º - 2007: 25.º - 2008: 11.º - 2009: 13.º - 2010: 19.º - 2011: 11.º - 2012: 88.º |